# Mount Longhurst
Mount Longhurst ist ein markanter 2845 m hoher Berg in der antarktischen Ross Dependency. In den Cook Mountains ragt er westlich des Mill Mountain auf. Er ist die höchste Erhebung am Rand des Festive-Plateaus. 
Teilnehmer der Discovery-Expedition (1901–1904) unter der Leitung des britischen Polarforschers Robert Falcon Scott entdeckten den Berg und benannten ihn nach Cyril Longhurst (1878–1948), einem Sekretär der Expedition.